# Zlatan
Zlatan est un prénom masculin slave du sud. Il est dérivé du mot slave du sud « zlato » issu de la racine « zȏlto » qui signifie « or » en proto-slave.
Ce prénom est courant en Bosnie-Herzégovine (pays au monde dans lequel on compte le plus de Zlatan).
Il existe en Bosnie-Herzégovine une version féminine, Zlata, et une alternative masculine, Zlatko.

## Personnalités portant ce prénom
- Zlatan Alomerović (né en 1991), footballeur allemand d'origine serbe
- Zlatan Arnautović (né en 1956), handballeur bosnien
- Zlatan Azinović (né en 1988), footballeur suédois
- Zlatan Bajramović (né en 1979), footballeur et entraîneur de football bosnien
- Zlatan Čolaković (1955 - 2008), chercheur croate
- Zlatan Dudov (1903 - 1963), réalisateur bulgare
- Zlatan Ibrahimović (né en 1981), footballeur suédois d'origine bosnienne et croate
- Zlatan Krizanović (né en 1991), footballeur suédois
- Zlatan Ljubijankič (né en 1983), footballeur slovène
- Zlatan Muslimović (né en 1981), footballeur bosnien
- Zlatan Saračević (né en 1956), athlète bosnien
- Zlatan Stipišić Gibonni (né en 1968), chanteur croate
- Zlatan Stoykov (né en 1951), général bulgare
- Zlatan Yordanov (né en 1991), joueur de volley-ball bulgare

- Pour l'ensemble des articles sur les personnes portant ce prénom, consulter :
  - la liste des articles dont le titre commence par ce prénom
  - les listes produites par Wikidata : Liste des personnes de prénom « Zlatan » — même liste en incluant les éventuels prénoms composés qui contiennent « Zlatan ».